# Logne (Vézère)
Die Logne ist ein kleiner Fluss im Südwesten von Frankreich, der im Département Corrèze der Region Nouvelle-Aquitaine westlich der Stadt Brive-la-Gaillarde verläuft.

## Geografie

### Verlauf
Die Logne entspringt im nördlichen Gemeindegebiet von Perpezac-le-Blanc, verläuft generell in südlicher Richtung und mündet nach rund 15 Kilometern an der Gemeindegrenze von Mansac und Cublac als rechter Nebenfluss in die Vézère. In seinem Unterlauf quert die Logne die Autobahn A 89, im Mündungsabschnitt auch die Bahnstrecke Coutras–Tulle.

### Orte am Fluss
(Reihenfolge in Fließrichtung)
- Le Treuil, Gemeinde Perpezac-le-Blanc
- Perpezac-le-Blanc
- Brignac-la-Plaine
- Chamillac, Gemeinde Mansac
- Azinièras, Gemeinde Brignac-la-Plaine
- La Rivière des Mansac, Gemeinde Mansac
- Vieille Vigne, Gemeinde Cublac